# Pablo Galilea
Pablo Alberto Galilea Carrillo (Coyhaique, Chile, 31 de enero de 1963) es un ingeniero comercial y político chileno, miembro de Renovación Nacional (RN).
Fue diputado por el distrito N.° 59, correspondiente a las comunas de la Región de Aysén, entre los años 1998 y 2010, y subsecretario de pesca del primer gobierno de Sebastián Piñera entre 2010 y 2014.
Desde marzo de 2018 y hasta el 29 de mayo de 2020 ejerció como gobernador provincial de Coyhaique.

## Biografía
Realizó sus estudios básicos en la Escuela N.º 1 Pedro Quintana Mancilla y medios en el Liceo San Felipe Benicio, ambos de la ciudad de Coyhaique. Posteriormente ingresó a la Facultad de Ciencias Económicas y Administrativas de la Universidad Austral de Chile, en donde se tituló de ingeniero comercial en el año 1986. Desde 1987 a 1990 fue gerente de varias empresas en el sector privado.
Durante su época universitaria fue candidato a presidente de la Federación de Estudiantes de su universidad, así como también fue dirigente de varios movimientos estudiantiles. En Coyhaique fue fundador de Renovación Nacional, siendo posteriormente presidente de la Juventud Renovación Nacional en esa ciudad entre 1989 y 1991. Fue elegido concejal por Coyhaique entre los años 1992 y 1996, y en ese último año fue presidente regional de RN.
En el año 1997 fue elegido diputado representando al distrito N.° 59, comprendido por las comunas de la Región de Aysén, siendo posteriormente reelegido en los años 2001 y 2005. En el año 2009 se presentó nuevamente por el mismo distrito, pero no consiguió ser electo.
El 11 de marzo de 2010 asumió como subsecretario de pesca del primer gobierno de Sebastián Piñera. Ejerció su cargo durante toda la administración de Piñera, hasta el 11 de marzo de 2014.
Durante el segundo gobierno de Sebastián Piñera en 2018 fue designado como gobernador de la provincia de Coyhaique.

## Historial electoral

### Elecciones municipales de 1992
- Elecciones municipales de 1992, Coyhaique, Región de Aysén, considerando a los candidatos que fueron elegidos para el Concejo Municipal.[4]

### Elecciones parlamentarias de 1997
- Elecciones parlamentarias de 1997, a diputado por el distrito 59 Aysén, Cisnes, Chile Chico, Cochrane, Coyhaique, Guaitecas, Lago Verde, O'Higgins, Río Ibáñez y Tortel, Región de Aysén.[5]

### Elecciones parlamentarias de 2001
- Elecciones parlamentarias de 2001, a diputado por el distrito 59 Aysén, Cisnes, Chile Chico, Cochrane, Coyhaique, Guaitecas, Lago Verde, O'Higgins, Río Ibáñez y Tortel, Región de Aysén.[6]

### Elecciones parlamentarias de 2005
- Elecciones parlamentarias de 2005, a diputado por el distrito 59 Aysén, Cisnes, Chile Chico, Cochrane, Coyhaique, Guaitecas, Lago Verde, O'Higgins, Río Ibáñez y Tortel, Región de Aysén.[7]

### Elecciones parlamentarias de 2009
- Elecciones parlamentarias de 2009, a diputado por el distrito 59 Aysén, Cisnes, Chile Chico, Cochrane, Coyhaique, Guaitecas, Lago Verde, O'Higgins, Río Ibáñez y Tortel, Región de Aysén.[8]